# Wingo (luchtvaartmaatschappij)
Wingo is een Colombiaanse lagekostenluchtvaartmaatschappij. De maatschappij maakt deel uit van Copa Holdings en is de opvolger van Copa Airlines Colombia. Wingo heeft een hub op de luchthaven van Bogotá en bases in Colombia en Panama.

## Geschiedenis
Op 19 oktober 2016 werd bekend gemaakt dat een nieuwe maatschappij, Wingo, de vluchten over zou gaan nemen van het verlieslijdende Copa Airlines Colombia. De roepletters en codes werden daarbij overgenomen en ook een deel van de leiding stapte over. Op 1 december 2016 volgde de eerste vlucht van Bogotá naar Cancún.
Sinds maart 2020 worden vluchten van Copa Airlines Colombia, ook bekend als AeroRepública, uitgevoerd door Wingo en Copa Airlines, omdat de maatschappij geen eigen vloot meer heeft. In 2021 werd zustermaatschappij Wingo Panamá opgericht. De maatschappij voerde haar eerste vlucht uit op 11 augustus 2023. Passagiersvluchten van Wingo Panamá worden uitgevoerd door en met de vloot van Wingo. Wingo Panamá beschikt zelf over een Boeing 737-800BCF om vrachtvluchten uit te voeren voor Copa Cargo.

## Vloot

### Huidige vloot
De vloot van Wingo bestaat uit de volgende toestellen (januari 2025):
| Type           | In dienst | Orders | Opmerkingen                   |
| -------------- | --------- | ------ | ----------------------------- |
| Boeing 737-800 | 9         | —      | Overgenomen van Copa Airlines |
| Totaal         | 9         | —      |                               |

### Voormalige vloot

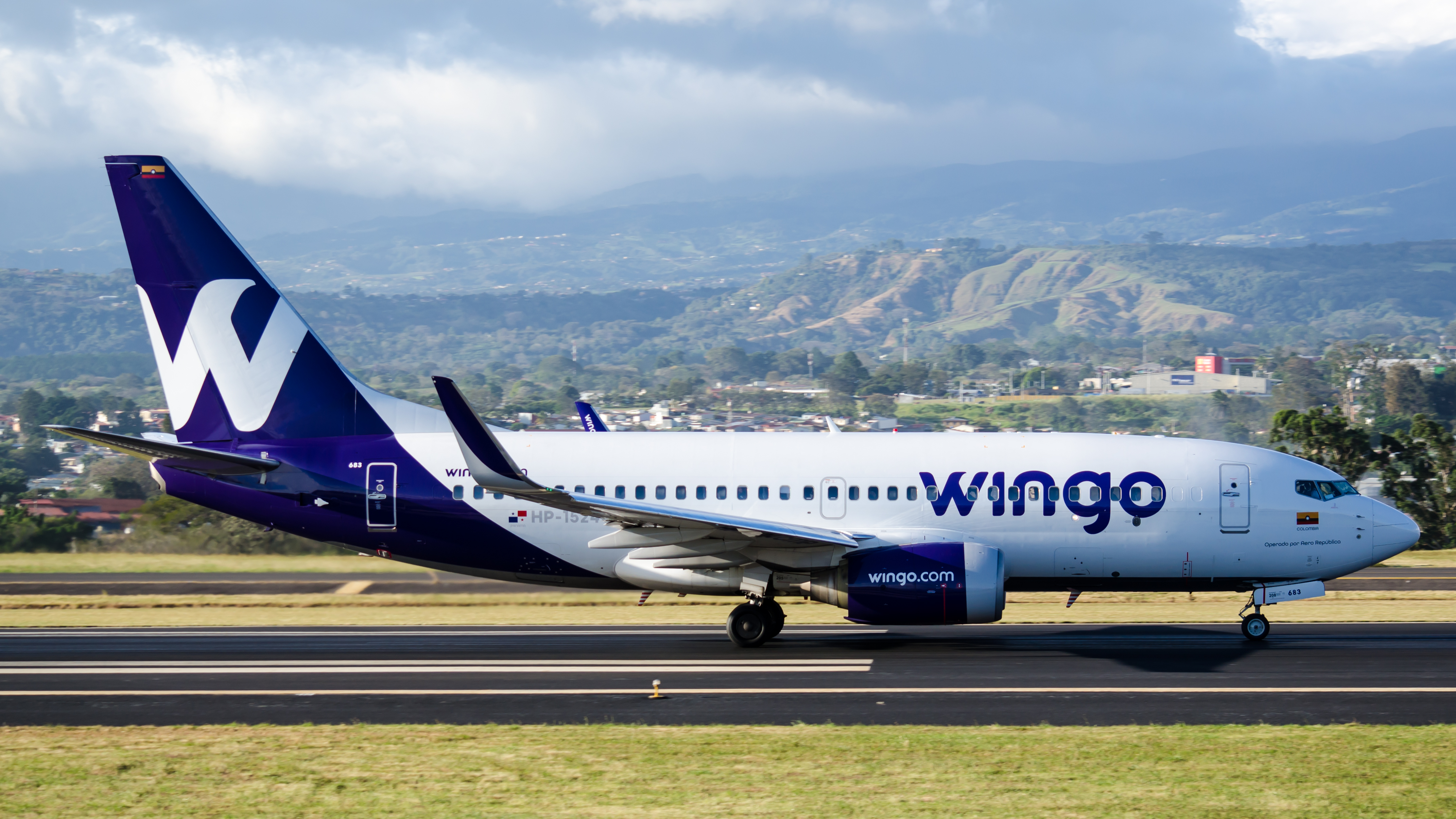
Voormalige Boeing 737-700

De vloot van Wingo bestond ook uit de volgende toestellen:
| Type           | Aantal | In dienst | Uitgefaseerd | Opmerkingen        |
| -------------- | ------ | --------- | ------------ | ------------------ |
| Boeing 737-700 | 4      | 2016      | 2020         | Naar Copa Airlines |

## Bestemmingen
Wingo vliegt naar de volgende bestemmingen (januari 2025):
| Land                   | Stad          | Luchthaven                                          | Opmerkingen |
| ---------------------- | ------------- | --------------------------------------------------- | ----------- |
| Aruba                  | Oranjestad    | Internationale luchthaven Koningin Beatrix          |             |
| Colombia               | Armenia       | Aeropuerto Internacional El Edén                    |             |
| Colombia               | Barranquilla  | Aeropuerto Internacional Ernesto Cortissoz          | basis       |
| Colombia               | Bogotá        | Aeropuerto Internacional El Dorado                  | hub         |
| Colombia               | Bucaramanga   | Aeropuerto Internacional de Palonegro               |             |
| Colombia               | Cali          | Aeropuerto Internacional Alfonso Bonilla Aragón     | basis       |
| Colombia               | Cartagena     | Aeropuerto Internacional Rafael Núñez               | basis       |
| Colombia               | Medellín      | Aeropuerto Internacional José María Córdova         | basis       |
| Colombia               | San Andrés    | Aeropuerto Internacional Gustavo Rojas Pinilla      |             |
| Colombia               | Santa Marta   | Aeropuerto Internacional Simón Bolívar              |             |
| Costa Rica             | San José      | Internationale luchthaven Juan Santamaría           |             |
| Cuba                   | Havana        | José Martí International Airport                    |             |
| Curaçao                | Willemstad    | Curaçao International Airport                       |             |
| Dominicaanse Republiek | Punta Cana    | Punta Cana International Airport                    |             |
| Dominicaanse Republiek | Santo Domingo | Las Américas International Airport                  |             |
| Mexico                 | Cancún        | Internationale luchthaven van Cancún                |             |
| Panama                 | David         | Internationale luchthaven Enrique Malek             |             |
| Panama                 | Panama-Stad   | Internationale luchthaven Panamá Pacífico           | basis       |
| Peru                   | Lima          | Aeropuerto Internacional Jorge Chávez               |             |
| Venezuela              | Caracas       | Aeropuerto Internacional de Maiquetía Simón Bolívar |             |